# Résidence des Hauts de Marcouville
 (mars 2023).
Si vous disposez d'ouvrages ou d'articles de référence ou si vous connaissez des sites web de qualité traitant du thème abordé ici, merci de compléter l'article en donnant les références utiles à sa vérifiabilité et en les liant à la section « Notes et références ».
Les Hauts de Marcouville sont un ensemble résidentiel en périphérie de la Ville de Pontoise dans le département du Val d'Oise de la région Île-de-France construit en 1971.

## Géographie

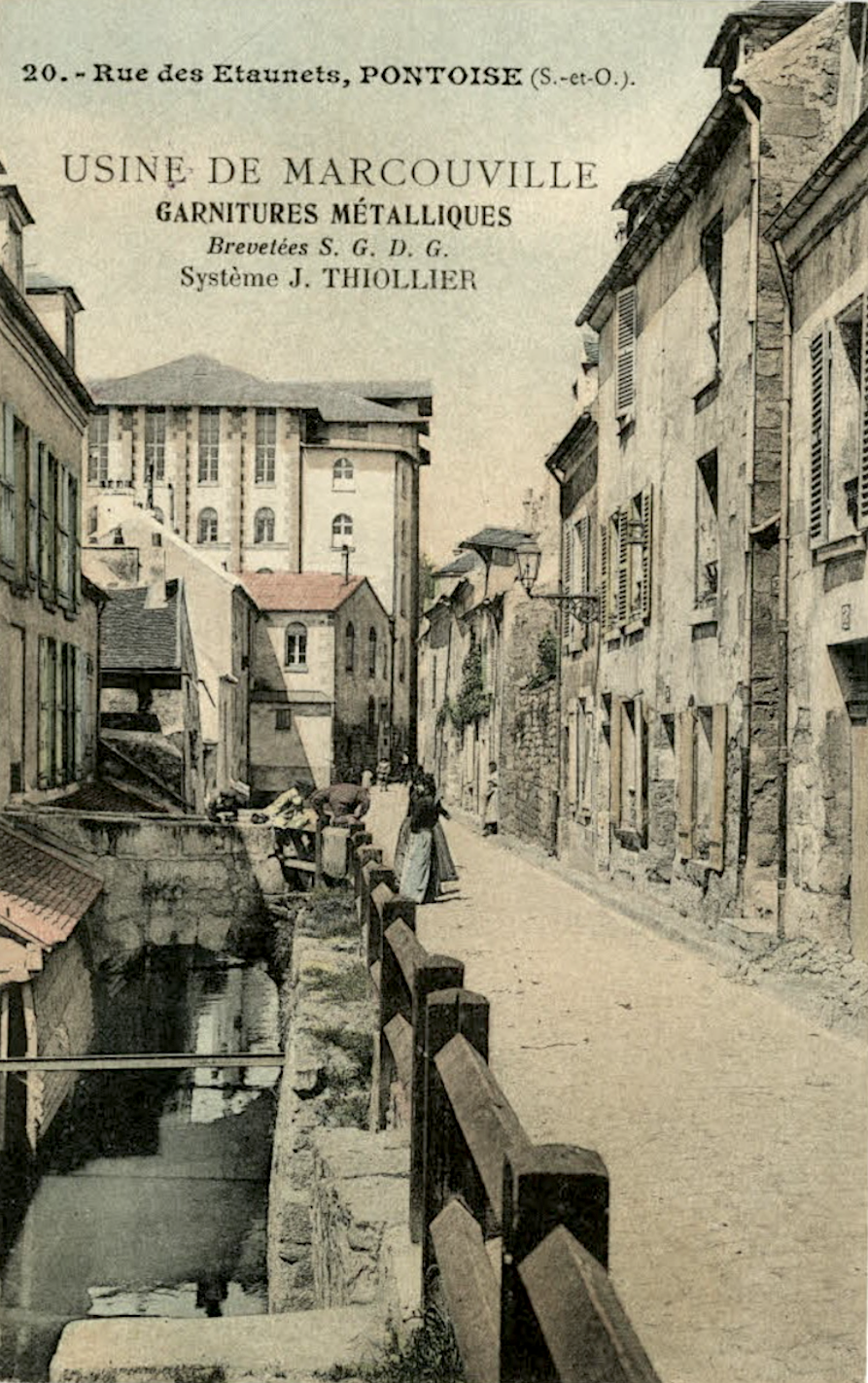
Usine de Marcouville, rue des Étannets à Pontoise au début du XXe siècle

Le quartier pontoisien de Marcouville, situé dans la partie Nord-Ouest de l’ancien faubourg Notre-Dame, est délimité par la rue des Etannets qui date au XIIe siècle, les prairies, la vallée de la Viosne et les moulins ;
La Résidence des Hauts de Marcouville a été construite comme son nom l’indique sur les hauteurs de cet ancien quartier dit de Marcouville alors occupées par des champs.

## Histoire

### Patronyme
Le nom de Marcouville est un patronyme usité à partir du XVIe siècle, à l’instar de Pierre-Augustin Lefèvre de Marcouville.
On le retrouve également sous la forme de Marconville ou Marcomvilli.
ex: Jean de Marconville

En ce qui concerne la Ville de Pontoise, les seigneurs de Marcouville sont probablement issus d’une famille baronniale de la Ville de Gisors. 

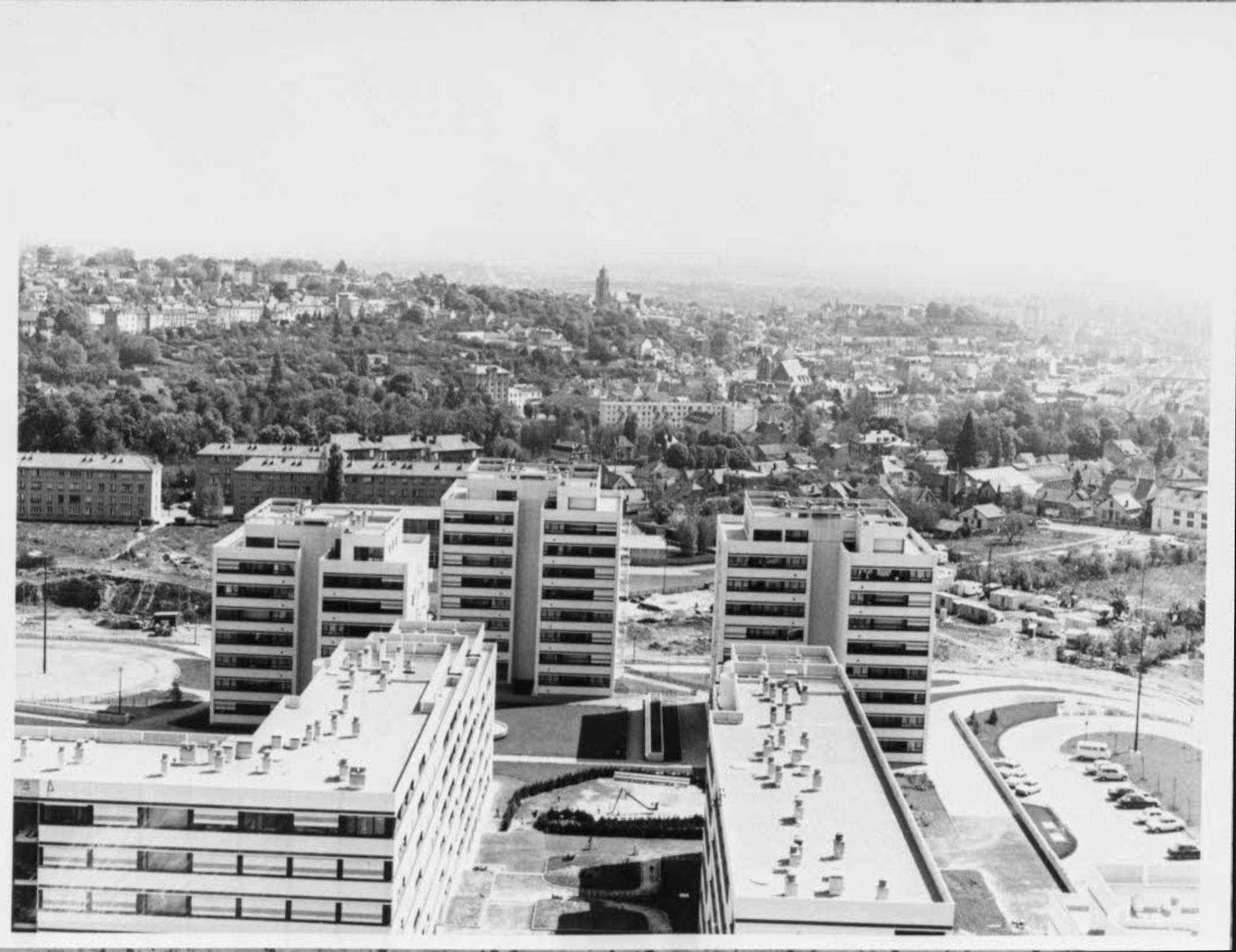
Marcouville en 1982

### Le Château
Au XIVe siècle, le territoire de Marcouville est connu sous le nom de Fief Boivin (en référence à l'ancien propriétaire) ; il appartenait à une très riche et puissante famille de Pontoise : les Guibert.
En 1604, le seigneur de Neuville, Louis de la Grange Trianon, acquiert ce domaine et y fait construire un château.

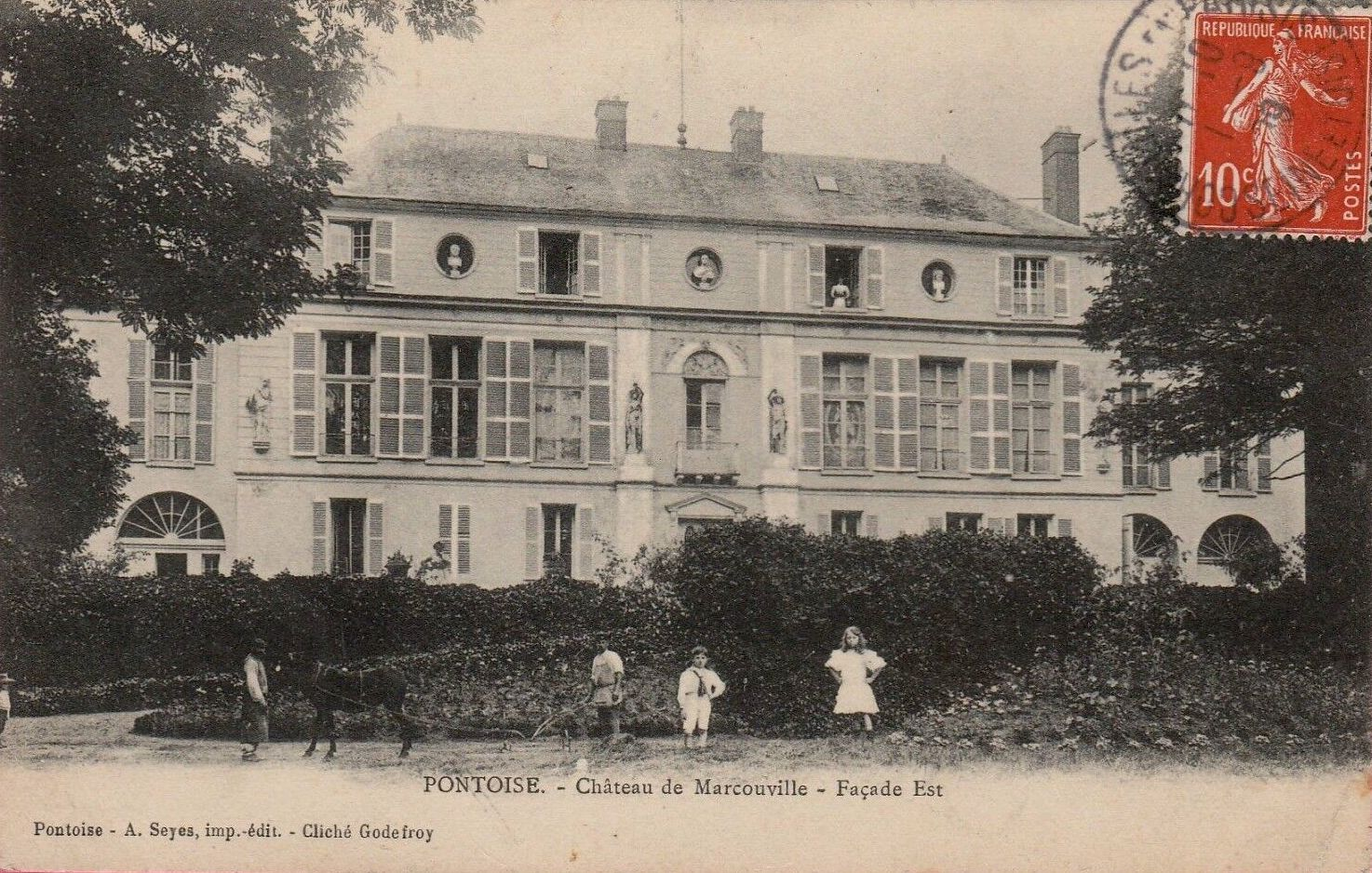
Façade Est du Château de Marcouville

Ce château est agrémenté d’un superbe parc composé d’un potager, de canaux et de parterres.
Un nouveau château est construit à la fin du XVIIIe siècle dans un style Directoire et le parc « à l’anglaise » est dédié à la promenade.
Il sera le lieu de nombreuses réception jusqu’à la Révolution française.
Au cours de la Seconde Guerre mondiale, le château est détruit. Une reconstruction sera réalisée en 1950 de facture plus modeste plus modeste.
Aujourd’hui, le parc conserve les traces des canaux qui le structuraient.

### De la terre agricole au grand ensemble
Avant 1950, le lieu-dit de Marcouville était constitué presque exclusivement de terres agricoles.
En 1960, la municipalité de Pontoise a la volonté de créer une zone d’habitations pour pallier la crise du logement qui touche le pays.
Elle décide alors d’étudier les possibilités d’aménagement sur cette zone.
D’une superficie de 15 hectares, le lieu-dit Les Beaux Soleils est faiblement urbanisé et susceptible d’accueillir une unité résidentielle d'environ 3 000 habitants.
Marcouville a failli se nommer “Les Beaux Soleils” mais le choix s’est finalement porté sur Les Hauts de Marcouville faisant directement référence à l’histoire du territoire.

### Du projet à la réalisation, les années 1970
À la toute fin des années 1960, le projet initial vise à apporter aux habitants de l’unité résidentielle les éléments nécessaires à leur bien-être et à leur détente.
Dans cette optique, une réflexion est apportée quant à :
- l’orientation des bâtiments : (sur un plan orthogonal Est-Ouest / Sud-Nord.)
- la disposition sur le coteau de la Viosne : (L’ensemble de la Résidence s’étage sur plusieurs niveaux reliés entre eux par un jeu savant d’escaliers couverts ou à ciel ouvert et d’allées bordées d’espace vert.)
- la création d’un espace sans véhicules (avec un grand parking souterrain de 50 000 m2 constitué de plus d’un millier de box[3]).
- la création de locaux sociaux et culturels : (notamment la Baleine, espace de lecture, d’activités culturelles et d’expositions, devenue aujourd’hui la Maison de Quartier.)

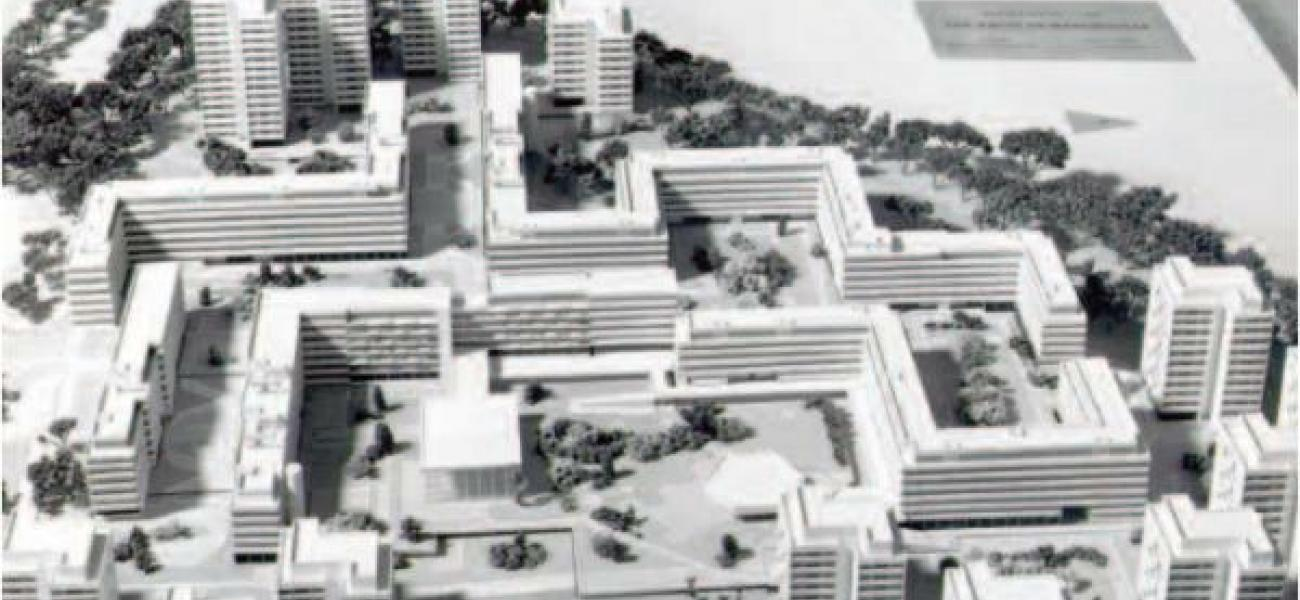
Maquette du projet des Hauts de Marcouville

Les locataires ou propriétaires d’appartement possèdent alors un logement avec cave et place de parking. Ils jouissent en outre selon les immeubles, et à leur rez-de-chaussée, d'une grande et lumineuse entrée commune donnant sur des espaces verts, d’une grande cave commune et de passages couverts communs.
La résidence possède également un parking extérieur pour les visiteurs, un petit commerce à l’entrée de la résidence, une zone commerciale intérieure, et des aires de jeux et placettes disséminées sur l’ensemble de l’espace résidentiel.
Les premières constructions voient le jour en 1971 dans la partie des « Hauts de Marcouville ».
Finalement ce sont 1 000 logements qui sortent de terre, dans lesquels vivent 3 000 Pontoisiens.
Au début des années 1970, la population est composée pour l'essentiel de Français, d'Italiens, de Polonais, Portugais, Algériens ou Marocains.
Les architectes, Louis Arretche, F. Bader et B. Lulé, ont mené une réflexion sur les formes des façades et les volumes des bâtiments.
Contrastant avec notamment le centre ancien, le quartier montre dès lors une modernité et un renouveau pour la ville de Pontoise.
Les équipements sont progressivement créés et ouverts :
- L’école en 1973 (rebaptisée Ludovic Piette en 2004)
- La bibliothèque et le centre socioculturel en 1974 (réhabilitée en 2005)
- La passerelle en 1977

La résidence jouit au début des années 1970 d’un climat d’avant-garde au regard de la vieille ville de Pontoise, moderne, spacieuse, elle profite d’une grande mixité sociale. Aucun espace cultuel n’y est prévu et la population ne semble pas en avoir la nécessité.
Si les familles de classe moyenne-supérieure occupent davantage les immeubles de la zone Ouest de la résidence et les immeubles de petites tailles, celles des classes moins aisées occupent en revanche le plateau Est en bordure de la bretelle d’autoroute dans les hautes tours.

### Les années 1990
Les années 1990 se sont soldées par la construction d'un mur anti-bruit qui protège désormais les écoles de la bretelle d'autoroute, précisément en 1995, ainsi que de l’ouverture d'une mairie de quartier, durant l'année 1996, rompant ainsi avec l’isolement administratif de la résidence.

### Les années 2020

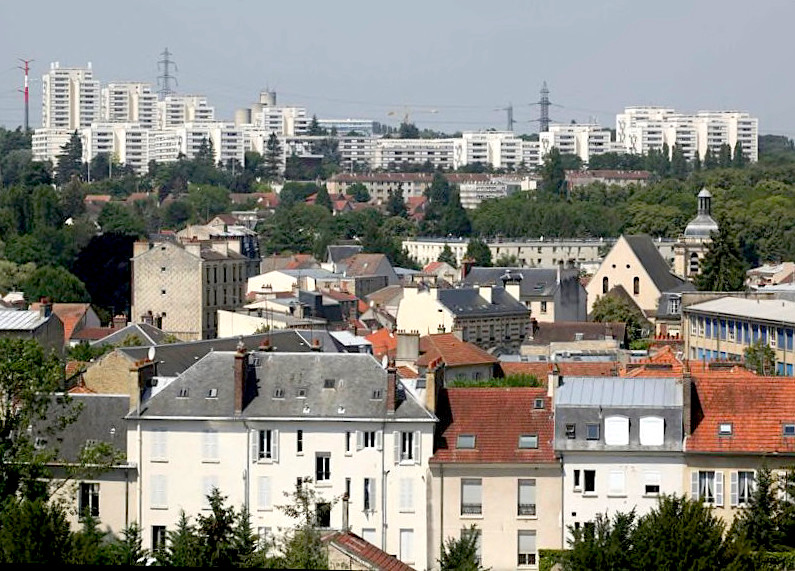
Contraste entre les habitations du quartier des Hauts de Marcouville et celles plus anciennes du Centre Ville de Pontoise

- Contraste entre les habitations du quartier des Hauts de Marcouville et celles plus anciennes du Centre Ville de PontoiseLe 3 juillet 2020, l’anniversaire des cinquante ans des Hauts de Marcouville s’est « fêté » par l’effondrement de la dalle[4] : incident matériel qui nécessita l’évacuation de 160 personnes ; mais ce fut avant tout un effondrement à haute valeur symbolique pour les résidents de Marcouville qui déploraient depuis plusieurs décennies l'état d'insalubrité et l’établissement de garages clandestins dans les parkings souterrains.
- En octobre 2021, les Hauts de Marcouville comptent 3 500 résidents. Le quartier prioritaire est intégré dans le Nouveau programme national de rénovation urbaine (NPNRU) de l'agence nationale pour la rénovation urbaine[5]
- En avril 2022, Une réunion publique a lieu sur les enjeux du futur projet de requalification. Les riverains ont pu échanger avec les architectes lors de tables rondes pour établir un diagnostic de leurs usages du quartier[6],[7],[8].
- En mars 2021, la rénovation de Marcouville a été inscrite parmi les projets nationaux de l'Agence régionale pour la rénovation urbaine[9],[10].
- En août 2022, deux enfants âgés de 10 et 11 ans sont grièvement blessés et leur pronostic vital engagé après avoir été renversés lors d’un rodéo urbain, pratique condamnée de longue date par les résidents[11],[12],[13].

## Transports
Les lignes de transport suivantes ont des itinéraires qui passent près de Les Hauts de Marcouville
- TRAIN : H, J
- RER : A, C
- BUS : 42, 44, 60, 95-19, 95-20, J